# 淮海公園

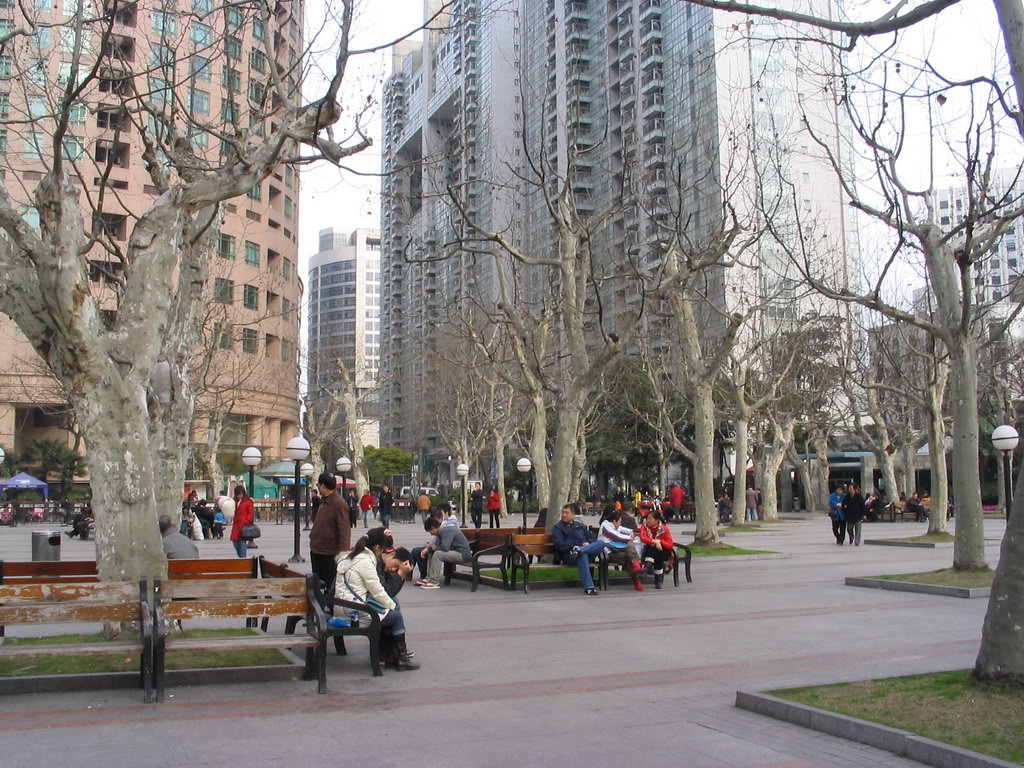
淮海公园

淮海公園，位於上海市黄浦区淮海中路177號，鄰近大上海時代廣場，前身是八仙橋公墓，中华人民共和国成立後，於1956年8月決議改建為公園，1958年7月11日開放。 
淮海公園面積25641平方米，分為北部前庭區，南部中央花園區、草坪區、山林區和兒童遊樂場區等。在山林區山丘上，長有香樟、石楠、烏桕、腊梅、杜鹃等植物。

## 交通
- 上海轨道交通
  -  █ 1号线、 █ 14号线：一大会址·黃陂南路站